# Mastigoteuthis tyroi
Mastigoteuthis tyroi is een inktvissensoort uit de familie van de Mastigoteuthidae. De wetenschappelijke naam van de soort is voor het eerst geldig gepubliceerd in 1997 door Salcedo-Vargas.